# Посєвкін Радіон Дмитрович
Радіон Дмитрович Посєвкін (18 травня 2001) — український футболіст, півзахисник клубу «Нива» (Тернопіль).

## Клубна кар'єра
Напередодні старту сезону 2018/19 років приєднався до юніорської (U-19) команди полтавської «Ворскли», також виступав за молодіжну команду «ворсклян». Наступного сезону виступав, переважно, за молодіжну команду. Починаючи з сезону 2019/20 років почав залучатися до тренувань з першою командою. У футболці полтавського клубу дебютував 3 липня 2020 року в нічийному (2:2) виїзному поєдинку 29-го туру Прем'єр-ліги проти ФК «Львів». Радіон вийшов на поле на 90+3-й хвилині, замінивши Даніїла Сємілєта.

## Кар'єра в збірній
У листопаді 2016 року викликаний на тренувальний збір юнацької збірної України (U-16), у футболці якої дебютував 13 квітня 2017 року в програному (3:4) поєдинку Турніру розвитку УЄФА проти однолітків з Норвегії. Посєвкін вийшов на поле на 41-й хвилині матчу. Три дні по тому, 16 квітня 2017 року, вийшов на поле в стартовому складі в поєдинку проти Словаччини. Загалом на турнірі провів 2 поєдинки. 
У травні 2019 року отримав виклик від Андрія Шевченка на тренувальний збір національної збірної України. 17 травня 2019 року потрапив до заявки юнацької збірної України (U-18) на товариський турнір Кубок Словаччини. Дебютував за команду U-18 20 травня 2019 року в переможному (2:0) поєдинку проти однолітків з Чехії. Радіон вийшов на поле на 51-й хвилині. Також виходив на поле в матчах проти Іспанії (поразка 1:2) та Хорватії (нічия 0:0). Загалом на турнірі зіграв 3 матчі.